# Nerisyrenia castillonii
Nerisyrenia castillonii är en korsblommig växtart som beskrevs av Reed Clark Rollins. Nerisyrenia castillonii ingår i släktet Nerisyrenia och familjen korsblommiga växter. Inga underarter finns listade i Catalogue of Life.